# لين سبنسر
لين سبنسر (بالإنجليزية: Len Spencer)‏ هو ملحن وموسيقي أمريكي، ولد في 12 فبراير 1867 في واشنطن العاصمة في الولايات المتحدة، وتوفي في 15 ديسمبر 1914 في نيويورك في الولايات المتحدة.

## وصلات خارجية
- لين سبنسر على موقع ميوزك برينز (الإنجليزية)
- لين سبنسر على موقع ديسكوغز (الإنجليزية)